# Euceraea nitida
Euceraea nitida är en videväxtart som beskrevs av Carl Friedrich Philipp von Martius. Euceraea nitida ingår i släktet Euceraea och familjen videväxter. Inga underarter finns listade i Catalogue of Life.